# Tajemnice fatimskie

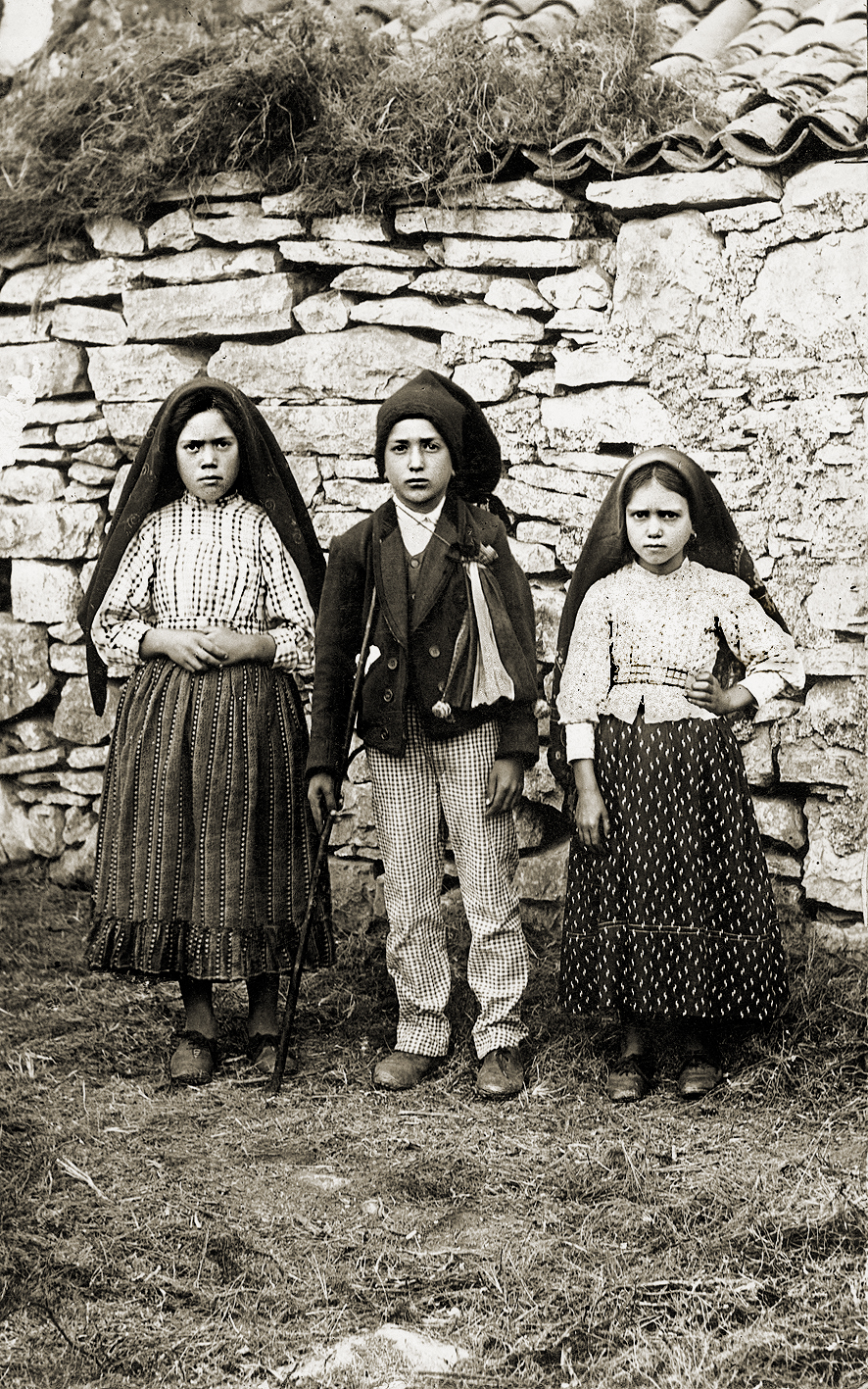
Franciszek i Hiacynta Marto oraz Łucja dos Santos jako dzieci

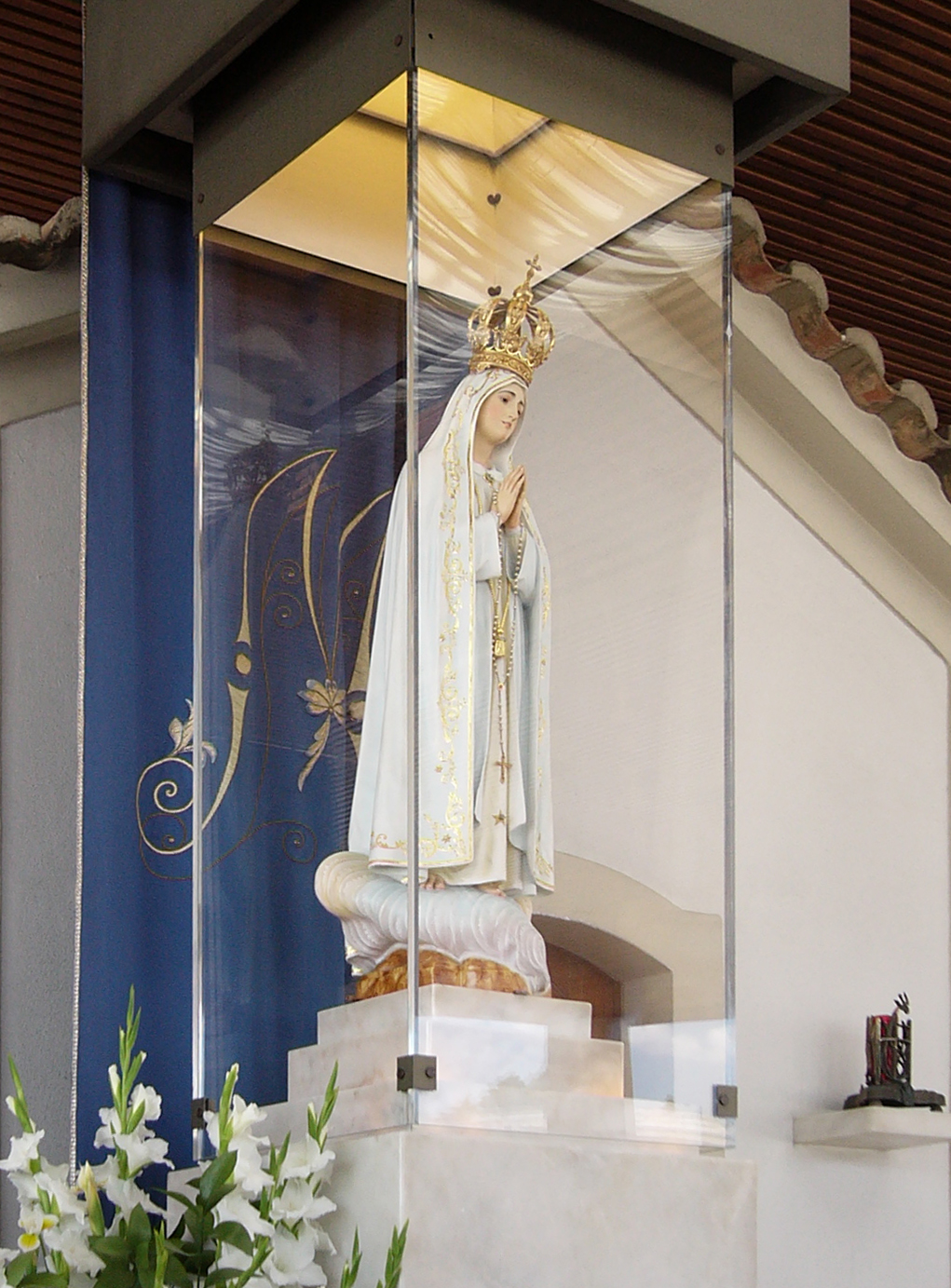
Figura Matki Bożej Fatimskiej przed Kaplicą Objawień w Fatimie

Tajemnice fatimskie – część przesłania i wizji związanych z objawieniami w Fatimie, które początkowo nie zostały upublicznione przez wizjonerów, Franciszka i Hiacyntę Marto oraz Łucję dos Santos. Dwie z trzech wizji zostały zapisane i upublicznione w 1941 roku na polecenie biskupa Fatimy. Trzecią z wizji (zapisaną w 1944) upubliczniono w 2000 roku. W okresie od 13 maja do 13 października 1917 roku dzieci z Fatimy miały być świadkami objawień Matki Bożej Fatimskiej, podczas których miały im zostać przekazane trzy tajemnice fatimskie.
Franciszek i Hiacynta zmarli niedługo po zdarzeniach opisywanych jako doznanie objawień. Papież Jan Paweł II beatyfikował oboje 13 maja 2000, natomiast papież Franciszek kanonizował ich 13 maja 2017. Łucja wstąpiła do zakonu karmelitanek, zmarła w 2005 roku.

## Pierwsza tajemnica fatimska
Pierwsza tajemnica ukazuje wizje piekła, do którego idą dusze grzeszników. Relacja siostry Łucji przedstawiona w „Trzecim wspomnieniu” z dnia 31 sierpnia 1941 roku, przeznaczonym dla biskupa Leirii:

Pani Nasza pokazała nam morze ognia, które wydawało się znajdować w głębi ziemi; widzieliśmy zanurzone w tym morzu demony i dusze niczym przezroczyste, płonące węgle, czarne lub brunatne, mające ludzką postać, pływające w pożarze, unoszone przez płomienie, które z nich wydobywały się wraz z kłębami dymu, padając na wszystkie strony jak iskry w czasie wielkich pożarów, pozbawione ciężaru i równowagi, wśród bolesnego wycia i jęków rozpaczy, tak że byliśmy przerażeni i drżeliśmy ze strachu.

Demony miały straszne i obrzydliwe kształty wstrętnych, nieznanych zwierząt, lecz i one były przejrzyste i czarne. Ten widok trwał tylko chwilę. Dzięki niech będą naszej dobrej Matce Najświętszej, która nas przedtem uspokoiła obietnicą, że nas zabierze do nieba (w pierwszym widzeniu). Bo gdyby tak nie było, sądzę, że bylibyśmy umarli z lęku i przerażenia.

## Druga tajemnica fatimska
Relacja siostry Łucji przedstawiona w „Trzecim wspomnieniu” z dnia 31 sierpnia 1941 roku, przeznaczonym dla biskupa Leirii:

Widzieliście piekło, dokąd idą dusze biednych grzeszników. Aby ich ratować, Bóg chce ustanowić na świecie nabożeństwo do mego Niepokalanego Serca. Jeśli zrobi się to, co ja wam mówię, wiele dusz zostanie uratowanych, nastanie pokój na świecie. Wojna się skończy. Ale jeżeli się nie przestanie obrażać Boga, to za pontyfikatu Piusa XI rozpocznie się druga, gorsza. Kiedy ujrzycie noc oświetloną przez nieznane światło, wiedzcie, że to jest wielki znak, który wam Bóg daje, że ukarze świat za jego zbrodnie przez wojnę, głód i prześladowania Kościoła i Ojca Świętego. Żeby temu zapobiec, przyjdę, by żądać poświęcenia Rosji memu Niepokalanemu Sercu i ofiarowania Komunii św. w pierwsze soboty na zadośćuczynienie. Jeżeli ludzie me życzenia spełnią, Rosja nawróci się i zapanuje pokój, jeżeli nie, Rosja rozszerzy swoje błędne nauki po świecie, wywołując wojny i prześladowania Kościoła. Dobrzy będą męczeni, Ojciec Święty będzie bardzo cierpieć, wiele narodów zostanie zniszczonych, na koniec zatriumfuje moje Niepokalane Serce. Ojciec Święty poświęci mi Rosję, która się nawróci, a dla świata nastanie okres pokoju.

Według jej relacji, w drugiej tajemnicy fatimskiej Maryja przepowiedziała także wybuch i nieszczęścia II wojny światowej, wystąpienie głodu na rozległych obszarach świata, rozpoczęcie na wielką skalę prześladowań Kościoła i znieważanie osoby papieża. Prosiła o poświęcenie Rosji swemu Niepokalanemu Sercu i o przyjmowanie Komunii Św. wynagradzającej w pierwsze soboty każdego miesiąca. Podkreśliła, że jeśli papież dokona tego poświęcenia, Rosja nawróci się i świat będzie cieszył się pokojem.
Wszystkie te zdarzenia miały poprzedzić nieznane światła na niebie. W nocy z 24 na 25 stycznia 1938 r. w wielu krajach Europy, części Kanady i Ameryki Północnej widziano silną zorzę polarną. Według interpretatorów przepowiedni to zjawisko miało ostrzec świat przed nową wojną.
Należy zwrócić jednak uwagę, iż cytowany tekst został napisany w roku 1941, czyli po tych wydarzeniach (łac. vaticinium post eventum). Ponadto papież Pius XI zmarł 10 lutego 1939 r., a 1 września tegoż roku, kiedy to wybuchła wojna papieżem był już Pius XII.

## Trzecia tajemnica fatimska
Trzecia tajemnica fatimska zrobiła największe wrażenie zarówno na dzieciach, jak i na wszystkich, którzy zetknęli się z objawieniami. Pełna treść, jak podkreślała Łucja, jest „przeznaczona tylko dla samych papieży”. Z początku nie ujawniła ona wszystkich tajemnic, dopiero za namową kanonika Galamba de Olivera biskupa diecezji Leiria (na terenie której leży Fatima), który wpłynął na spisanie wszystkich objawień. Siostra Łucja spisała trzecią część tajemnicy fatimskiej na wyraźne żądanie biskupa, kiedy poważnie zachorowała na przełomie roku 1943 i 1944. Dokument po kilkunastu latach doręczony został Janowi XXIII przez nuncjusza papieskiego w Lizbonie.
Źródła kościelne podają, że między październikiem 1958 a lutym 1959 trzecia tajemnica fatimska została odczytana przez papieża Jana XXIII oraz kardynała Alfredo Ottavianiego, prefekta Świętego Oficjum. Następnie dokument złożono w tajnych archiwach Watykanu.
Treść trzeciej tajemnicy fatimskiej ujawnił publicznie Jan Paweł II 26 czerwca 2000, była w niej mowa o m.in. kapłanie w bieli ginącym od kul z broni palnej i strzał z łuków, co część osób odnosi do nieudanego zamachu na Jana Pawła II z 13 maja 1981.
Relacja Łucji:

Trzecia część tajemnicy objawionej 13 lipca 1917 w Cova da Iria-Fatima.
Piszę w duchu posłuszeństwa Tobie, mój Boże, który mi to nakazujesz poprzez Jego Ekscelencję Czcigodnego Biskupa Leirii i Twoją i moją Najświętszą Matkę.
Po dwóch częściach, które już przedstawiłam, zobaczyliśmy po lewej stronie Naszej Pani nieco wyżej Anioła trzymającego w lewej ręce ognisty miecz; iskrząc się wyrzucał języki ognia, które zdawało się, że podpalą świat; ale gasły one w zetknięciu z blaskiem, jaki promieniował z prawej ręki Naszej Pani w jego kierunku; Anioł wskazując prawą ręką ziemię, powiedział mocnym głosem: Pokuta, Pokuta, Pokuta! I zobaczyliśmy w nieogarnionym świetle, którym jest Bóg: 'coś podobnego do tego, jak widzi się osoby w zwierciadle, kiedy przechodzą przed nim’ Biskupa odzianego w Biel 'mieliśmy przeczucie, że to jest Ojciec Święty’. Wielu innych Biskupów, Kapłanów, zakonników i zakonnic wchodzących na stromą górę, na której szczycie znajdował się wielki Krzyż zbity z nieociosanych belek jak gdyby z drzewa korkowego pokrytego korą; Ojciec Święty, zanim tam dotarł, przeszedł przez wielkie miasto w połowie zrujnowane i na poły drżący, chwiejnym krokiem, udręczony bólem i cierpieniem, szedł modląc się za dusze martwych ludzi, których ciała napotykał na swojej drodze; doszedłszy do szczytu góry, klęcząc u stóp wielkiego Krzyża, został zabity przez grupę żołnierzy, którzy kilka razy ugodzili go pociskami z broni palnej i strzałami z łuku i w ten sam sposób zginęli jeden po drugim inni Biskupi, Kapłani, zakonnicy i zakonnice oraz wiele osób świeckich, mężczyzn i kobiet różnych klas i pozycji. Pod dwoma ramionami Krzyża były dwa Anioły, każdy trzymający w ręce konewkę z kryształu, do których zbierali krew Męczenników i nią skrapiali dusze zbliżające się do Boga.

Sam Jan Paweł II przypisywał swoje ocalenie wstawiennictwu Maryi. Pocisk, którym został raniony, przekazał jako wotum do sanktuarium fatimskiego. Został on umieszczony w koronie figury Matki Bożej z Fatimy. Własne wspomnienia i refleksje na ten temat wyraża w ostatnim rozdziale polskiej edycji książki Pamięć i tożsamość.